# Viktor Kaplan
Viktor Kaplan, född 27 november 1876 i Mürzzuschlag, Steiermark, Österrike, död 23 augusti 1934 i Unterach am Attersee, Österrike, österrikisk ingenjör och uppfinnare av Kaplanturbinen. Tre årtionden av sitt liv (1903-1931) tillbringade han vid Tyska tekniska högskolan i Brünn (nuvarande Brno i Tjeckien), och det var där han gjorde sina uppfinningar.